# Future gazer
《future gazer》是fripSide（第二期）的第三首單曲。於2010年10月13日由Geneon Entertainment發售。

## 概要
- 初回限定盤（GNCA-0181）及通常盤（GNCA-0182）2種版本。初回限定盤附收錄有《future gazer》PV的DVD。
- 「future gazer」是OVA《科學超電磁砲》的主題歌。另外，「fortissimo -the ultimate crisis-」是由La'cryma制作的PC遊戲《fortissimo//Akkord:Bsusvier》主題歌，這將是第一次把兩首主題歌收錄在同一單曲裡。

## 收錄歌曲
CD
1. future gazer （4:08）
作詞：八木沼悟志/yuki-ka，作曲、編曲：八木沼悟志
OVA動畫《科學超電磁砲》片頭曲
2. fortissimo -the ultimate crisis- （4:56）
作詞：yuki-ka，作曲、編曲：八木沼悟志
PC遊戲《fortissimo//Akkord:Bsusvier》主題歌
3. future gazer(Instrumental)
4. fortissimo -the ultimate crisis-(Instrumental)

DVD（附初回限定盤）
1. future gazer PV
2. MAKING
3. SPOT In Stores Now ver.
4. SPOT Special ver.